# 巴利
巴利（法語：Basly，法語發音：[bali] ⓘ）是法国卡尔瓦多斯省的一个市镇，属于卡昂区。

## 地理
巴利（49°16'46"N, 0°25'23"W）面积3.92 平方千米，位于法国诺曼底大区卡爾瓦多斯省，该省份为法国西北部沿海省份，北濒大西洋英吉利海峡，东北与滨海塞纳省以海上边界相接，东临厄尔省，南至奧恩省，西与芒什省接壤。
与巴利接壤的市镇（或旧市镇、城区）包括：滨海贝尼、杜夫尔-拉代利夫朗德、方丹亨利、塔昂、科隆比-昂盖尔尼。

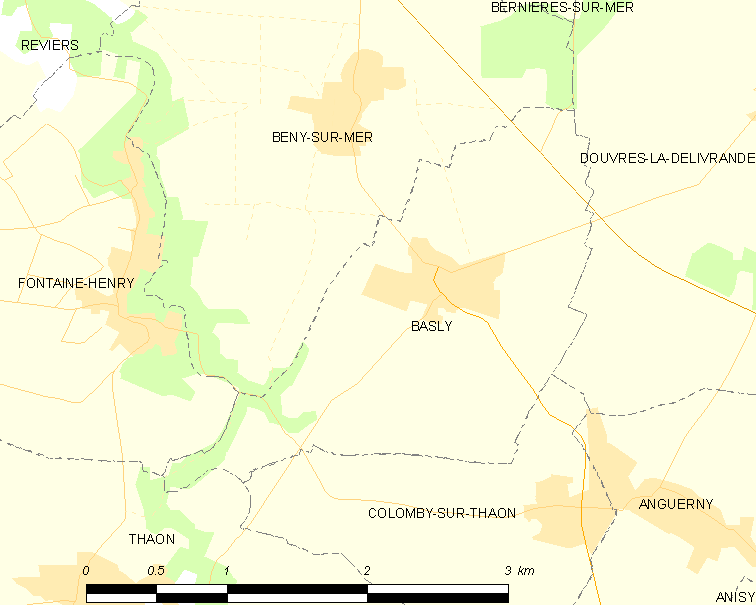
巴利的OSM定位图

巴利的时区为UTC+01:00、UTC+02:00（夏令时）。

## 行政
巴利的邮政编码为14610，INSEE市镇编码为14044。

## 政治
巴利所属的省级选区为滨海库尔瑟勒县。

## 人口

1962-2008年间巴利人口变化图示

巴利于2022年1月1日时的人口数量为1043人。